# Гінтон (Західна Вірджинія)
Гінтон (англ. Hinton) — місто (англ. city) в США, в окрузі Саммерс штату Західна Вірджинія. Населення — 2245 осіб (2020).

## Географія
Гінтон розташований за координатами 37°40′28″ пн. ш. 80°52′52″ зх. д. / 37.67444° пн. ш. 80.88111° зх. д. (37.674545, -80.881096).  За даними Бюро перепису населення США в 2010 році місто мало площу 7,86 км², з яких 5,75 км² — суходіл та 2,11 км² — водойми.

## Демографія
Згідно з переписом 2010 року, у місті мешкало 2676 осіб у 1276 домогосподарствах у складі 676 родин. Густота населення становила 341 особа/км².  Було 1604 помешкання (204/км²).
Расовий склад населення:
| - 92,0 % — білих - 5,3 % — чорних або афроамериканців - 0,4 % — азіатів - 0,1 % — корінних американців |

До двох чи більше рас належало 2,0 %. Частка іспаномовних становила 0,5 % від усіх жителів.
За віковим діапазоном населення розподілялося таким чином: 19,4 % — особи молодші 18 років, 57,4 % — особи у віці 18—64 років, 23,2 % — особи у віці 65 років та старші. Медіана віку мешканця становила 46,0 року. На 100 осіб жіночої статі у місті припадало 87,1 чоловіків;  на 100 жінок у віці від 18 років та старших — 84,1 чоловіків також старших 18 років.
Середній дохід на одне домашнє господарство  становив 43 516 доларів США (медіана — 31 019), а середній дохід на одну сім'ю — 50 539 доларів (медіана — 37 950). Медіана доходів становила 42 250 доларів для чоловіків та 32 679 доларів для жінок. За межею бідності перебувало 23,8 % осіб, у тому числі 44,7 % дітей у віці до 18 років та 6,4 % осіб у віці 65 років та старших.
Цивільне працевлаштоване населення становило 865 осіб. Основні галузі зайнятості: освіта, охорона здоров'я та соціальна допомога — 30,3 %, транспорт — 16,3 %, роздрібна торгівля — 15,1 %.